# Æðuvík
Æðuvík is een dorp dat behoort tot de gemeente Runavíkar kommuna in het uiterste zuiden van het eiland Eysturoy op de Faeröer. De naam Æðuvík betekent Eiderbaai en het dorp werd gesticht in 1897. Æðuvík heeft 106 inwoners. De postcode is FO 645.